# لوده (كامبريدجشير)
لوده (بالإنجليزية: Lode, Cambridgeshire)‏ هي قرية و أبرشية مدنية تقع في المملكة المتحدة في إنجلترا. يقدر عدد سكانها بـ 913 نسمة .